# Iulia Trancu-Iași
Iulia Trancu-Iași (n. 21 mai 1923, Iași – d. 30 noiembrie 2008, București) a fost o profesoară și memorialistă.

## Biografie
Iulia Trancu-Iași este fiica inginerului și traducătorului ieșean Ioan Cassanovschi. Provine dintr-o veche familie nobiliară poloneză, Cassanovschi, refugiată în Moldova odată cu prima împărțire a Poloniei de către ruși.
A studiat la Pensionul Francez din Iași (pînă în 1937) și la Pensionul „Ecaterina Urziceanu” din Craiova (între 1937 – 1942). Obține bacalaureatul la Iași în 1942 și urmeaza studii de Medicină și Litere-Filosofie la Iași (1942 - 1943) și apoi de istorie și franceză la Universitatea București (din 1943).
A fost profesoară de istorie la Liceul „Regina Maria” și la Liceul „Notre Dame de Sion” din București. Activează apoi în cercetare la Biblioteca Universitară București și ca bibliograf, documentarist și cercetător antropolog istoric la Institutul de Antropologie București condus de Francisc Iosif Rainer.
Iulia Trancu-Iași a fost căsătorită cu avocatul și muzicologul Eugen Trancu-Iași, fiul primului ministru al Muncii, Grigore Trancu-Iași.
Împreună cu jurnalistul și editorul Fabian Anton în 1995 a înființat fondul „Trancu-Iași“ din cadrul fundației Arhiva Culturală Română.
După o grea suferință, a încetat din viață în iarna anului 2008, fiind înmormîntată în Cimitirul Armenesc din București.

## Scrieri
- Amintiri din lumea de altădată, București, 2008.